# موزه نوگوچی

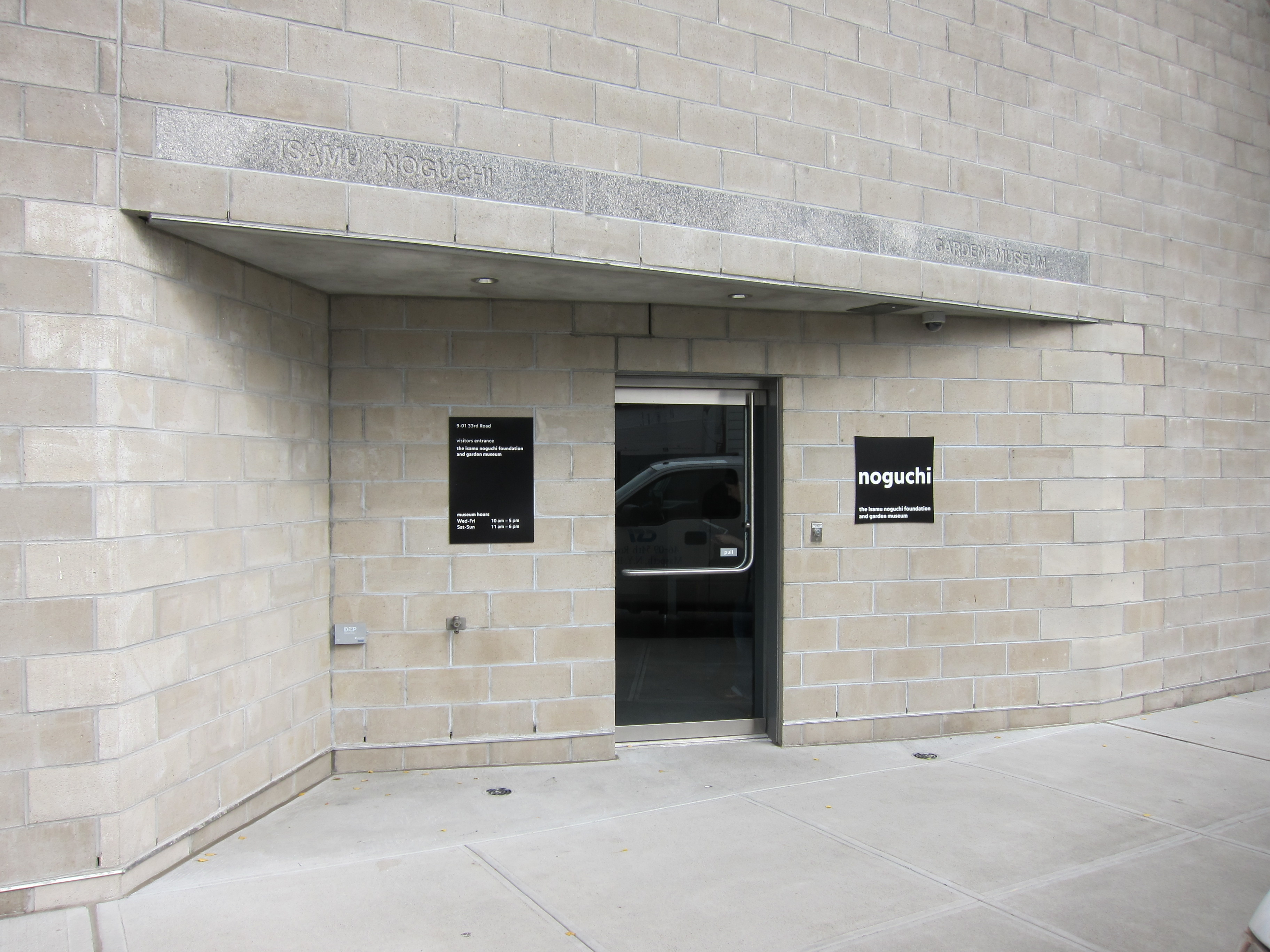
ورودی موزه

موزه نوگوچی، که تحت عنوان بنیاد و موزه باغ ایسامو نوگوچی شناخته می‌شود، یک موزه و باغ مجسمه در بخش لانگ آیلند سیتی کوئینز، شهر نیویورک می‌باشد که توسط مجسمه‌ساز ژاپنی-آمریکایی ایسامو نوگوچی طراحی و ساخته شده‌است. موزه و بنیاد در سال ۱۹۸۵ به صورت محدود به روی عموم باز شد، برای حفظ و نمایش مجسمه‌های نوگوچی، مدل‌های معماری، طرح‌های صحنه و طرح‌های مبلمان در نظر گرفته‌شد. این موزه دارای دو طبقه است و ۲۴٬۰۰۰ فوت مربع (۲٬۲۰۰ متر مربع) وسعت دارد، موزه و باغ مجسمه، در یک بلوک از پارک مجسمه سقراط قرار دارد، این موزه در سال ۲۰۰۴ تحت بازسازی اساسی قرار گرفت و پس از آن اجازه یافت که در تمام طول سال باز بماند.

## تاریخچه
در سال ۱۹۷۴ نوگوچی یک کارخانه عکاسی و پمپ بنزین واقع در روبروی استودیوی خود در نیویورک - جایی که از سال ۱۹۶۱ در آنجا کار و زندگی می‌کرد - خرید. موزه باغ ایسامو نوگوچی در سال ۱۹۸۵ به صورت فصلی در معرض دید عموم قرار گرفت. در آن زمان، این اولین موزه‌ای بود که توسط یک هنرمند زنده در آمریکا تأسیس می‌شد.

## برنامه‌ها

### نمایشگاه
موزه بیست و پنجمین سالگرد افتتاحیه خود را با نمایشگاه «هنرمند شدن» جشن گرفت. ایسامو نوگوچی و معاصرانش، ۱۹۲۲–۱۹۶۰، که از ۱۷ نوامبر ۲۰۱۰ تا ۲۴ آوریل ۲۰۱۱ باز می‌شود.

### تحصیلات
شورای هنرهای ایالت نیویورک، برنامه آموزشی موزه، هنر برای خانواده‌ها را به عنوان نمونه‌ای برجسته از یک برنامه اطلاع‌رسانی جامعه و هنر برای بچه‌ها را به عنوان یک «رویکرد عالی» در ایجاد آرامش کودکان خردسال در محیط موزه به رسمیت شناخته‌است.

## جایزه ایسامو نوگوچی
از سال ۲۰۱۴، همه ساله جایزه ایسامو نوگوچی به افرادی اعطا می‌شود که در روح نوگوچی، آگاهی جهانی و تبادل شرق و غرب با [بنیان‌گذار موزه] نوگوچی شریک هستند. برندگان جوایز طی سالهای اخیر عبارتند از:
- ۲۰۱۴: نورمن فاستر، هیروشی سوگیموتو[۶]
- ۲۰۱۵: جاسپر موریسون، یوشیو تانیگوچی
- ۲۰۱۶: تادائو آندو، الین زیمرمن[۷]
- ۲۰۱۷: جان پاوسون، هیروشی سنجو
- ۲۰۱۸: نائوتو فوکاساوا، ادوینا فون گال[۸]
- ۲۰۱۹: ری کاواکوبو[۹]
- ۲۰۲۰: David Adjaye , Cai Guo-Qiang[۱۰]
- ۲۰۲۱: شیو کوساکا، توشیکو موری

## کارگردانان
- ۱۹۸۹–۲۰۰۳: شوجی سادائو
- ۲۰۰۳–۲۰۱۷: جنی دیکسون[۱۱]
- ۲۰۱۸–اکنون: برت لیتمن[۱۲][۱۳]